# Nixon in China
Nixon in China é uma ópera em três atos de John Adams, com um libreto de Alice Goodman.  A ópera, primeira de Adams, foi inspirada pela visita do presidente americano Richard Nixon à China em 1972. A obra estreou na Houston Grand Opera em 22 de outubro de 1987, em uma produção de Peter Sellars com coreografia de Mark Morris. Quando Sellars se dirigiu a Adams com a ideia para a ópera em 1985, Adams inicialmente relutou, mas por fim decidiu que a obra poderia ser um estudo sobre como mitos se formam, e aceitou o projeto. O libreto de Goodman foi o resultado de considerável pesquisa sobre a visita de Nixon, ainda que ela tenha desconsiderado a maioria das fontes publicada após 1972.
Visando criar os sons que tinha em mente, Adams acrescentou à orquestra uma grande seção de saxofones, percussão adicional e um sintetizador eletrônico. Mesmo que ocasionalmente descrita como minimalista, a partitura abarca diversos estilos musicais, adotando o minimalismo de Philip Glass junto a passagens com elementos de compositores do século XIX como Wagner e Johann Strauss. Utilizando esses ingredientes, Adams mistura o neoclassicismo de Stravinsky, referências de jazz e sons de big band que lembram a juventude de Nixon nos anos 1930. A combinação desses elementos varia frequentemente, visando refletir as mudanças em cena.
Após a estreia em 1987, a ópera recebeu críticas mistas; alguns críticos diminuíram a obra, prevendo que perderia relevância rapidamente. Todavia, ela foi apresentada em diversas ocasiões desde então, na Europa e na América do Norte, e foi gravada duas vezes. Em 2011, a ópera estreou na Metropolitan Opera, em uma produção baseada no cenário original, e no mesmo ano recebeu uma produção abstrata em Toronto da Canadian Opera Company. Opiniões críticas recentes tendem a reconhecer o trabalho como significativo e uma contribuição duradoura à ópera americana.

## Antecedentes

### Contexto histórico
Em sua ascensão ao poder, Richard Nixon ficou conhecido como uma liderança anti-comunismo. Após se tornar presidente em 1969, Nixon enxergou vantagens em aprimorar relações com a China e a União Soviética; ele esperou que détente pusesse pressão nos norte-vietnamitas para que terminassem a Guerra do Vietnã, e assim ele pudesse manipular as duas principais potências comunistas em favor dos Estados Unidos.
Nixon estabeleceu os alicerces de sua abertura à China antes mesmo de se tornar presidente, tendo escrito na Foreign Affairs um ano antes de sua eleição: "Não há lugar neste planeta para um bilhão de suas potencialmente mais capazes pessoas viverem em isolamento furioso. "Ele foi auxiliado nesse projeto por seu Conselheiro de Segurança Nacional, Henry Kissinger, com quem o presidente trabalhava estreitamente, passando por cima de funcionários do gabinete presidencial. Com relações entre a URSS e a China em um ponto baixo, - o conflito fronteiriço sino-soviético ocorreu durante o primeiro ano da administração de Nixon - o presidente secretamente notificou os chineses de que ele desejava relações mais próximas. Um avanço ocorreu no início de 1971, quando Mao Tsé-Tung convidou um time de jogadores de tênis de mesa americano para visitarem a China e disputarem com os melhores jogadores chineses. Nixon, em seguida, enviou Kissinger para a China para encontros clandestinos com autoridades chinesas.

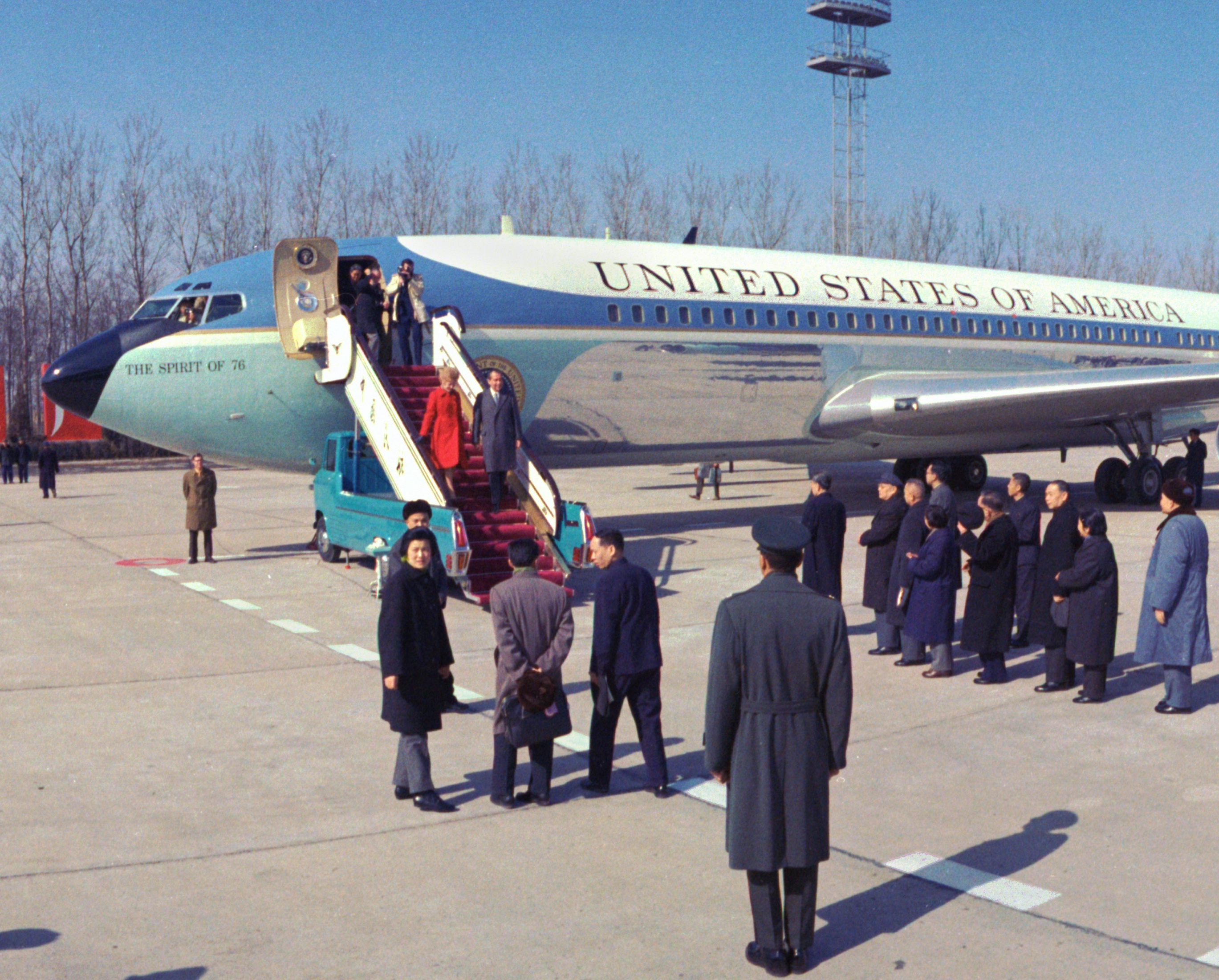
Richard e Pat Nixon descem os degraus do Air Force One em 21 de fevereiro de 1972.

O anúncio de que Nixon visitaria a China em 1972 fez as manchetes globais. Quase imediatamente, a União Soviética também convidou Nixon para uma visita, e relações entre Estados Unidos e URSS melhoradas levaram às Conversações sobre Limites para Armas Estratégicas. A visita de Nixon foi seguida de perto por muitos americanos e imagens dele lá foram amplamente televisionadas. O primeiro-ministro chinês Zhou Enlai declarou que o aperto de mão trocado entre ele e Nixon no asfalto do aeroporto foi "sobre a mais vasta distância do mundo, 25 anos de nenhuma comunicação". A transformação de Nixon de virulento anti-comunista no líder americano que deu o primeiro passo para aprimorar as relações sino-americanas deu origem a um novo adágio político, "Somente Nixon poderia ir à China".

## Personagens
| Papel                                    | Tipo de voz        | Elenco da estreia Houston, 22 de outubro de 1987 (Condutor: John DeMain) |
| ---------------------------------------- | ------------------ | ------------------------------------------------------------------------ |
| Richard Nixon                            | barítono           | James Maddalena                                                          |
| Pat Nixon                                | soprano            | Carolann Page                                                            |
| Chou En-lai                              | barítono           | Sanford Sylvan                                                           |
| Mao Tse-tung                             | tenor              | John Duykers                                                             |
| Henry Kissinger                          | baixo              | Thomas Hammons                                                           |
| Chiang Ch'ing                            | soprano coloratura | Trudy Ellen Craney                                                       |
| Nancy Tang, Primeira secretária de Mao   | mezzo-soprano      | Mari Opatz                                                               |
| Segunda secretária de Mao                | alto               | Stephanie Friedman                                                       |
| Terceira secretária de Mao               | contralto          | Marion Dry                                                               |
| Dançarinos, milícia e cidadãos de Pequim |                    |                                                                          |

## Recepção
A produção original em Houston recebeu críticas mistas. O crítico John von Rhein do Chicago Tribune descreveu Nixon in China como "um triunfo operático de beleza grave e instigante". Ann Holmes, do Houston Chronicle, declarou que "A música de "Nixon"